# Карагайський
Карагайський (рос. Карагайский) — селище у Верхньоуральському районі Челябінської області Російської Федерації.
Входить до складу муніципального утворення Карагайське сільське поселення. Населення становить 1605 осіб (2010).

## Історія
Від 4 листопада 1926 року належить до Верхньоуральського району Челябінської області.
Згідно із законом від 24 червня 2004 року органом місцевого самоврядування є Карагайське сільське поселення.

## Населення
| 2002 | 2010  |
| ---- | ----- |
| 2132 | ↘1605 |